# Zamek Herburt koło Dobromila
Zamek Herburt koło Dobromila – ruiny murowanego zamku, zbudowanego w 1584 r. przez Stanisława Herburta na  wyniosłym wzgórzu Herburt (554 m n.p.m.) w Masywie Wilczej Jamy (614 m n.p.m.) nad Jasienką, potokiem uchodzącym do Wyrwy, odległym o 4 km na południe od Dobromila, na północ od wsi Tarnawa.

## Historia

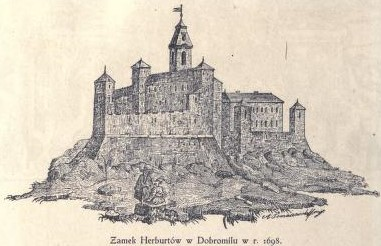
Zamek w r. 1698 (rys.)

Pierwsza wzmianka o drewnianym zamku w tym miejscu pochodzi z 1450 r. Drugi zamek zbudował w 1584 r. Stanisław Herburt, kasztelan lwowski. Po śmierci Stanisława Herburta (syna poprzedniego) w 1601 r. Jan Szczęsny Herburt z Felsztyna pod pretekstem oddania czci zmarłemu przybył do Dobromila ze zbrojnym orszakiem i po pogrzebie przemocą opanował zamek oraz wszystkie należące do niego wsie. Wdowa została wypędzona pomimo zapisu, iż ma prawo do zamku z racji swego posagu i zapisu męża aż do spłaty 34 000 zł. Wszystkie znalezione dobra zostały przez Jana Sz. Herburta przywłaszczone. Znajdowały się tam klejnoty, kosztowna broń, szable i buławy oraz wielkie zapasy soli nagromadzone w żupach.
Profesor Ludwik Dziedzicki, jeden z autorów Słownika geograficznego Królestwa Polskiego i innych krajów słowiańskich tak opisuje warownię: Na wzgórzu sterczą ruiny zamku osobliwego kształtu. Przetrwał on liczne burze w wojnie kozackiej i szwedzkiej, w ustach zaś ludu żyje podanie, jak się załoga mężnie broniła, rzucając z murów kamienie, belki i jagły wrzące na wdzierających się wrogów. Zdobiły go różne malowidła alegoryczne i napisy, zastosowane najwięcej do pamiętnego za Zygmunta III rokoszu, w którym Jan Szczęsny Herburt wielki miał udział. 
Na początku XVII w. w zamku mieściła się drukarnia, a gród był także przybytkiem nauki. Ten sam zamek był jednocześnie kuźnią spisków rokoszańskich i zamachów na sąsiadów. Mieli w nim siedzibę najemni żołnierze i sabaci węgierscy. Jan Sz. Herburt umierając 31 grudnia 1616 r. pozostawił po sobie długi i zrujnowany majątek. Jego syn Jan Lew w 1622 r. zrzekł się Dobromila i majątku na rzecz wierzycieli, a sam zmarł w 1631 r. Później dobra przeszły w ręce rodziny Czuryłłów, a po nich Krasickich. W swojej historii zamek przeżył kilka najazdów i napadów, z których wychodził bardziej lub mniej zniszczony. Na przykład w 1657 r. ucierpiał podczas najazdu księcia Jerzego Rakoczego, sprzymierzeńca Szwedów podczas Potopu. Jednakże nigdy zamek nie został zdobyty przez żadnego najeźdźcę.

## Architektura
Położona na wysokim wzgórzu budowla założona była na planie podkowy o wymiarach 80x25 m. Grubość murów dochodziła do 2 m, a miejscami nawet je przekraczała. Około 1614 r. powstał murowany zamek w stylu renesansowym z attykami. Wtedy to nastąpił podział na zamek wyższy i niższy. Niższy to ten zbudowany przez Jana Sz. Herburta. Znajdują się w nim na ścianach freski z alegorią cnót obywatelskich. W 1784 r. Anna Białogłowska zezwoliła na rozebranie południowej części murów zamkowych i wykorzystanie odzyskanego materiału przy budowie monastyru bazylianów. Pod koniec XVIII w. opuszczona budowla niszczała i popadała w ruinę.  W 1890 r. zaczęto rozbierać pozostałą część, lecz interwencja austriackich konserwatorów zapobiegła temu i północną stronę udało się uratować.Do dzisiaj z zamku pozostał bastion z bramą wjazdową i fragmenty murów.